# Laburnocytisus adamii
Laburnocytisus adamii là một loài thực vật có hoa trong họ Đậu. Loài này được (Poit.) C.K.Schneid. mô tả khoa học đầu tiên.

## Hình ảnh

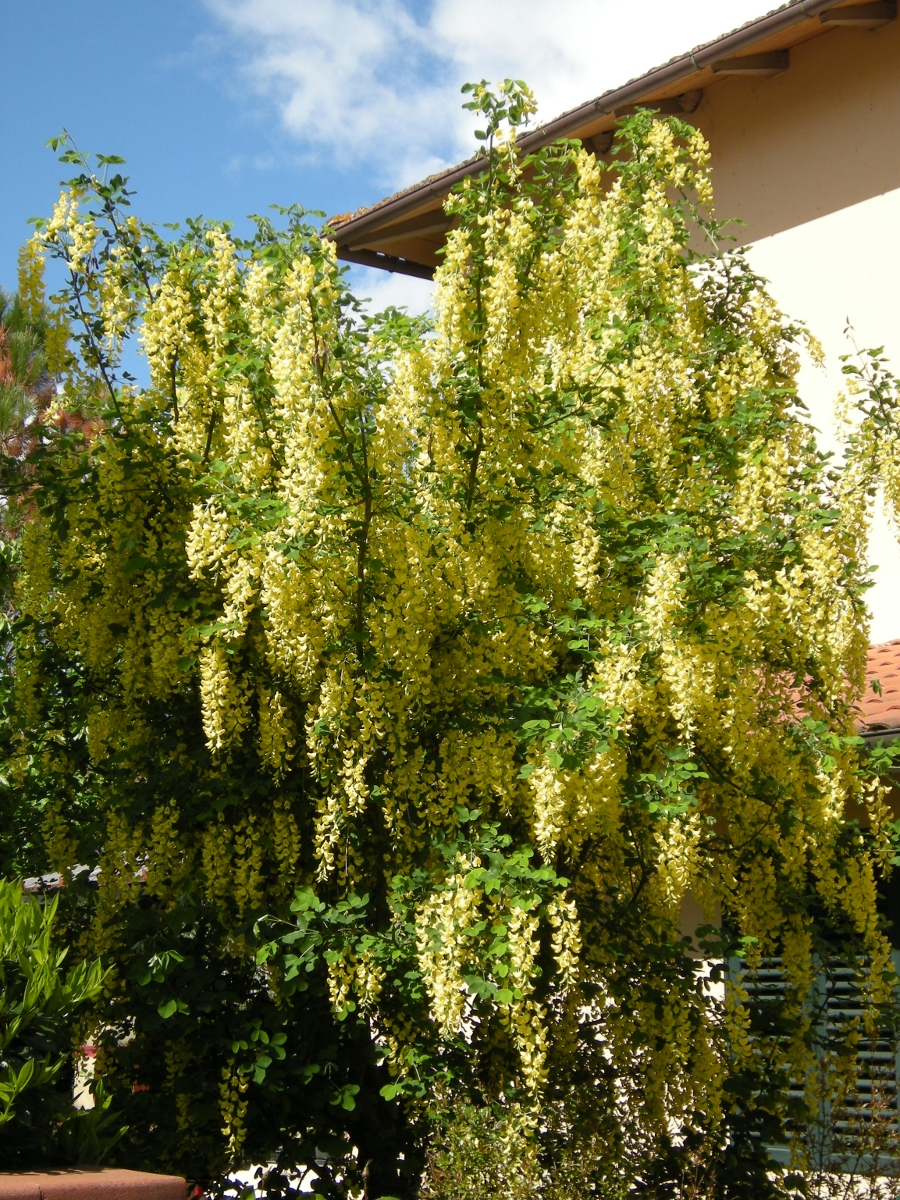
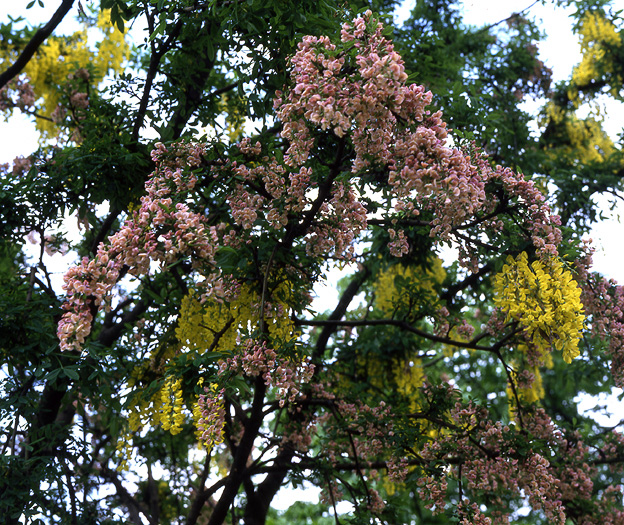
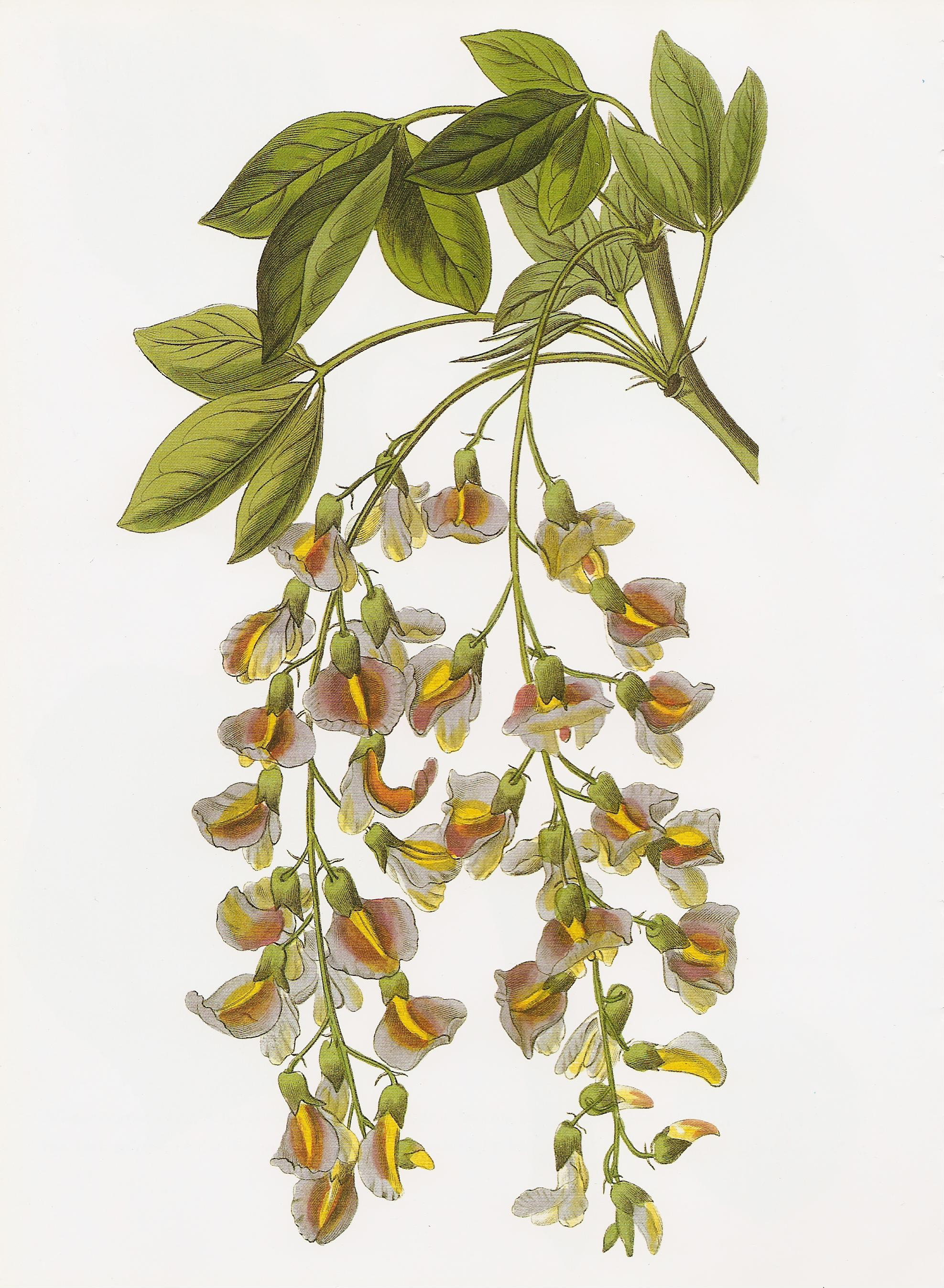